# كأس ملك إسبانيا 1988–89
كأس ملك إسبانيا 1988–89 (بالإسبانية: Copa del Rey de fútbol 1988-89)‏ هو الموسم 85 من كأس ملك إسبانيا. أشرف على تنظيمه الاتحاد الملكي الإسباني لكرة القدم، وكان عدد الأندية المشاركة فيه 119، وفاز فيه ريال مدريد.